# Кабомба
Кабо́мба (лат. Cabomba) — род водных растений семейства Кабомбовые (Cabombaceae).

## Общая характеристика
Окраска листьев у разных видов меняется от зелёной до красноватой или розовой. Растение имеет веерообразные мелкорассеченные листья. Длина побега может достигать 2 метров. 
Кабомба размножается черенкованием. Цветение начинается в январе. Цветки мелкие, жёлтовато-белые с тремя лепестками и тремя чашелистиками. 
Многие виды используются для украшения аквариумов. Растению нужна температура выше +18 С°.

## Виды
По информации базы данных The Plant List (на июль 2016) род включает 5 видов:
- Cabomba aquatica Aubl. — Кабомба водная, или Кабомба обыкновенная, или Кабомба кустистая
- Cabomba caroliniana A.Gray — Кабомба каролинская
- Cabomba furcata Schult. & Schult.f.
- Cabomba haynesii Wiersema
- Cabomba palaeformis Fassett